# Provincia de Calamianes

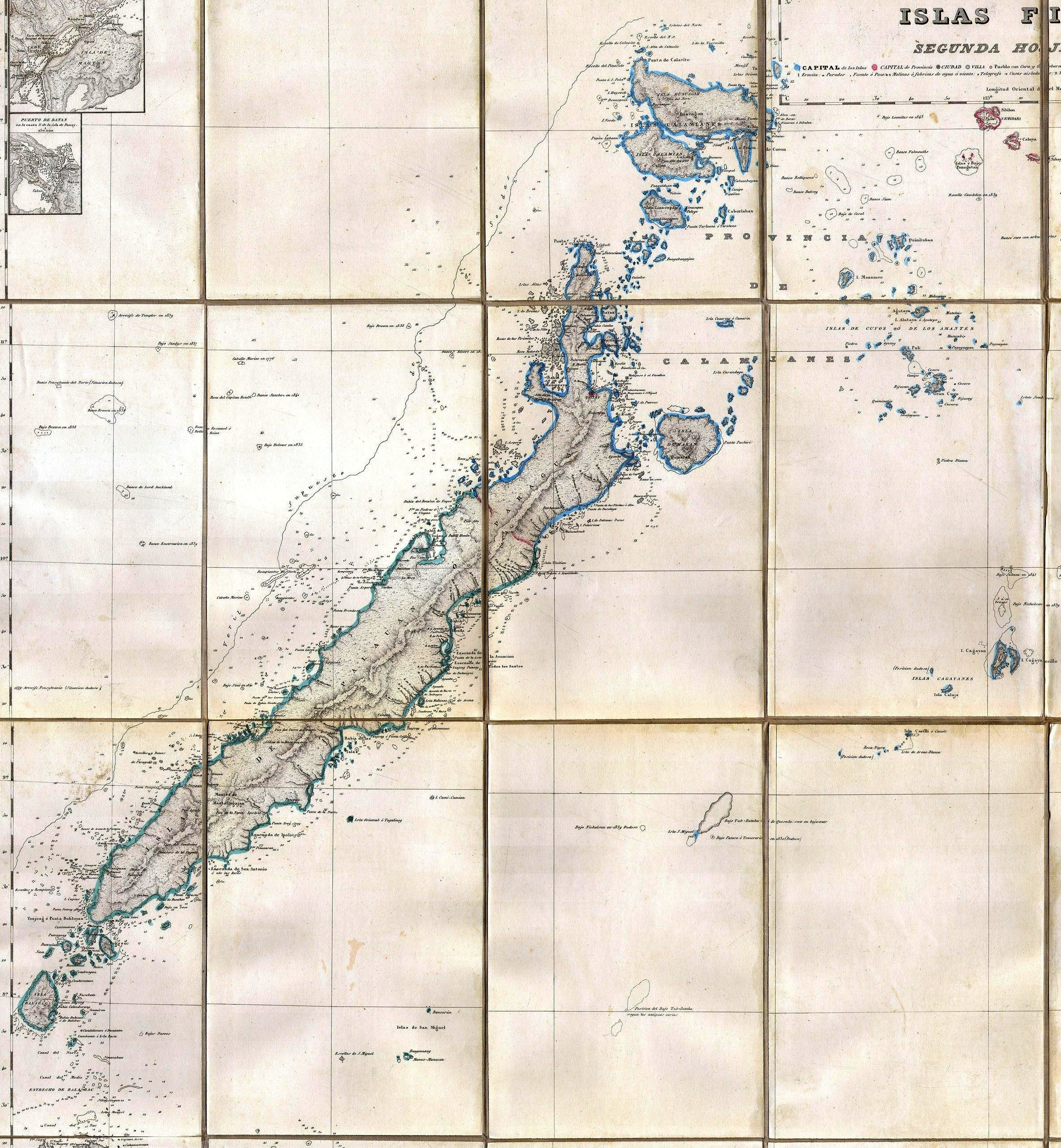
La provincia en 1852, mapa de Coello - Morata.

La provincia en 1899.

Calamianes fue   una  provincia española, una de las 35  de la división política del archipiélago Filipino, en la parte llamada de Visayas. Pertenecía a la audiencia territorial  y Capitanía General de Filipinas, y en lo espiritual a la diócesis de Cebú.
La provincia estaba  gobernada por un alcalde mayor de entrada, encargado de la administración de justicia, y también de la cobranza de los tributos; el cual reside en la isla de Paragua, en el pueblo de Taytay, que es la capital o cabecera de la provincia.

## Geografía
La principal isla que forma esta provincia es la isla de Paragua en su parte septentrional, cuya porción fue cedida al gobierno de España por el sultán de Borneo tras la conquista de Joló  el 26 de junio de 1751 durante el mandato del gobernador Francisco José de Ovando.
La provincia también comprende a las islas Calamián, denominante de la provincia;  Busuagan o Busbagón; Lutaya o Agutaya; Culiong,  Coron, Linacapán,  Ilog, Dumaray  y Cuyo.
Sus confines, a mediados del siglo XIX, eran: por el este, la isla de Panay, distante unas 14 leguas desde la isla de Cuyo que es la más meridional; por en noroeste el estrecho de Mindoro; por el oeste  el gran Océano Pacífico; y por el suroeste la parte de la isla de Paragua, perteneciente al sultán de Borneo y a las tribus independientes.
La isla de Paragua es una de las mayores de Filipinas, y la más occidental de todas ellas, en dirección suroeste a noreste mide unos 450 km de largo, y en forma transversal unos 50 km. Es bastante alta, larga y estrecha: se halla situada al suroeste  de Calamianes, y al norte de  la de Borneo. Solamente la zona norte, donde se halla la cabecera de la provincia, estuvo sujeta al dominio español, siendo la más poblada, pues su costa tiene una extensión de 20 leguas los anejos o visitas llamados Silanga, Maíteguit, Pancol, Guinlo, Pularaquin, Calauag, entre los que solamente Silanga ofrece un surgidero regular.

### Isla de Cuyo
Al oriente de la isla de Paragua, entre esta y la de Panay, está la pequeña, pero famosa isla de Cuyo, la más oriental de esta provincia.
Está rodeada de islotes, y se encuentra entre la provincia de Antique y la mencionada isla de Paragua, a unas 27 leguas de Calamianes, 17 de la punta de Tubigón en la de Panay, y a 16 y ½ de la de Dumaran y Simirara. Al lado del noroeste tiene un pequeño puerto.
Aunque pequeña, como queda dicho, es notable por su población y por poseer una fortaleza de piedra con buenos baluartes: está bien artillada; fue construida a expensas de sus naturales, y dirigida por los padres Recoletos, encargados de su administración espiritual, a cuyo cargo está la defensa de la misma.
La fortaleza española de Cuyo, construida en 1683, es una de las más antiguas del archipiélago. Sus características singulares son las de contar con iglesia, convento y  capilla de la Adoración Perpetua. Habitado por los Agustinos Recoletos hasta noviembre de 1973, se encuentra en buen estado de conservación.
Se conserva un plano realizado a plumilla en 1739.

### Agutaya o Lutaya
Al norte de Cuyo se halla la isla de Agutaya, también conocida como Lutaya y separada por un estrecho de unas 2 leguas. La isla es pequeña y su extensión es con corta diferencia la misma en todas dimensiones.

"...Sus habitantes reunidos á los de sus inmediatas, forman un pueblo de escasa importancia, quienes se juntan en caso de necesidad
para defenderse, en una fortaleza construida con este objeto; para lo cual el gobierno de la colonia les suministra armas y municiones..."

## Historia
Hacia mediados del siglo XVIII existían 24 provincias, de las cuales 19 eran alcaldías mayores, una de las cuales era la de Calamianes, y 5 corregimientos:

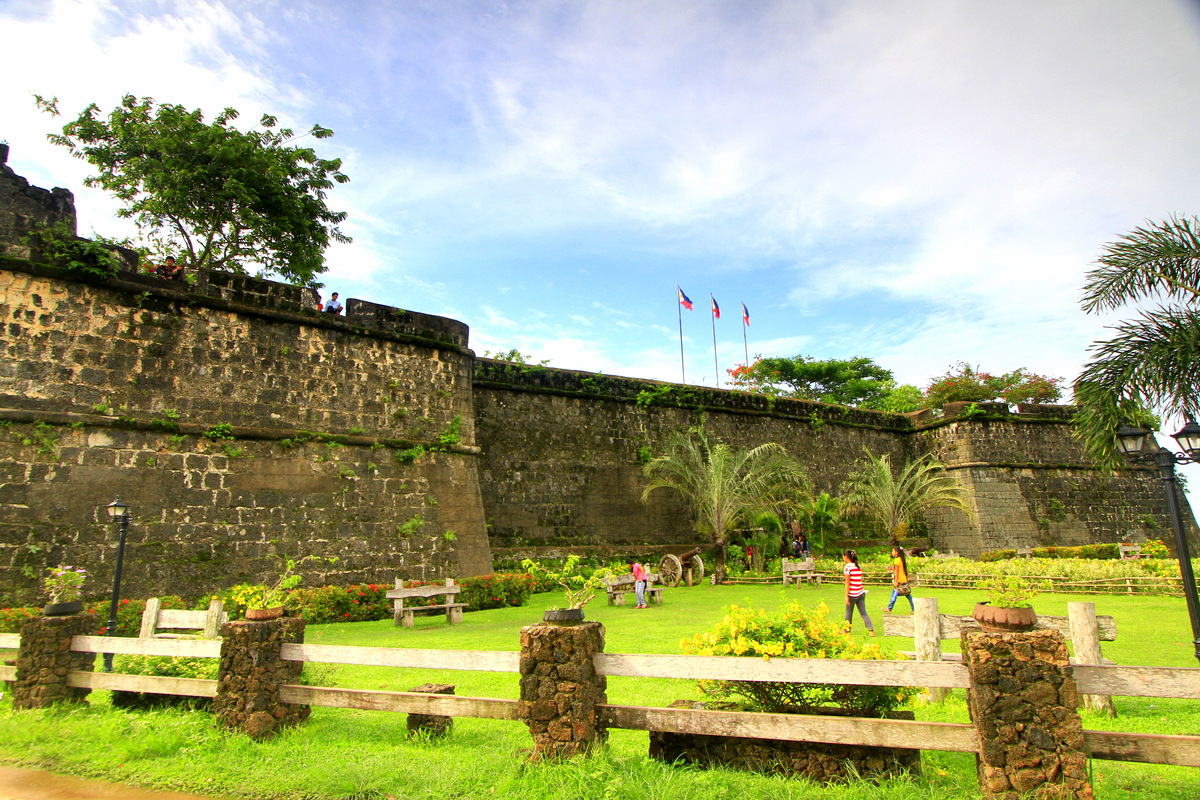
muralla, Fuerza de Santa Isabel.

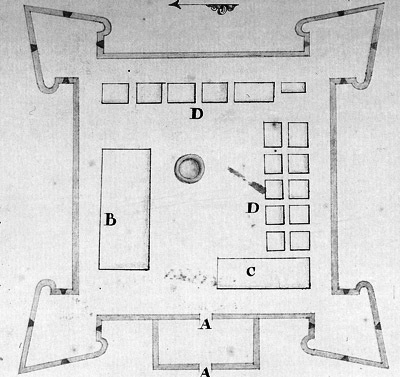
Plano del fuerte de Culión en Tiza, según el informe de Valdés Tamón.

El histórico fortín de Taytay, llamado la Fuerza de Santa Isabel, fue construido en 1667 bajo dirección de la Orden de Agustinos Recoletos y llamado así en el siglo XIX en honor a la reina Isabel II de España.
Los cuatro fuertes de Calamianes fueron obra del agustino Juan de San Severo. Se trata de los de Cuyo, Agutaya, Linapacan y Culión.

En 1818, la totalidad de la isla de Paragua, se organizó como una sola provincia llamada Calamianes, con su capital en Taytay.
A mediados del siglo XIX los pobladores vivián en estado salvage, lo que hace, que su condición sea tan desgraciada como miserable.

""...En la parte no comprendida en el dominio español, aún no ha podido penetrar el celo religioso de los misioneros, y por lo tanto sus habitantes son enteramente salvajes, y van desnudos, huyendo sobrecogidos de terror cuando ven aparecer un blanco. Aunque sus instintos no son por naturaleza malos, sin embargo, conviene desconfiar de ellos, porque armados de cerbatanas, disparan con ojo sumamente certero, flechas envenenadas, sirviéndose de ellas para la caza mayor, y hasta para las aves..."
Buzeta y Bravo CAL-150-CAL

### Provincias de Castilla, de Asturias y de Balábac
En 1858, la provincia fue dividida en dos provincias: Castilla, al norte con Taytay como capital; Asturias, en el sur, con Puerto Princesa como capital y los municipios de Aborlan, Narra, Quezón, Sofronio Española, Punta de Brooke (Brooke's Point), Rizal y Bataraza; y la pequeña isla de Balábac, con su capital en Príncipe Alfonso.

### Gobierno político-militar
A finales del siglo XIX, el gobierno español del Archipiélago Filipino era privativo del Gobernador General, único y legítimo representante del poder supremo del Gobierno del Rey de España en estas Islas, y como tal jefe superior en todos los órdenes de la administración pública.
El Gobierno político-militar de Calamianes, ejercido por un capitán del Ejército español, tenía las mismas atribuciones que los civiles, excepto en lo económico, cuya gestión era privativa de los administradores de Hacienda en las provincias, donde los gobernadores no eran, al propio tiempo, subdelegados del ramo.
Un Capitán de fragata ejercía el mando en el Gobierno Político Militar de Isla de La Paragua, mientras que en el correspondiente a Balabac lo ejercía un Teniente de navío de 1ª clase.

### Comandancia Militar del Príncipe en la isla de Balabac
En isla de Balabac se fundó a mediados del siglo XIX un establecimiento o factoría militar con cien habitantes, levantándose un fuerte para su defensa. La guarnición la da una compañía de infantería, la cual está sufriendo bajas continuas, por las muchas calenturas que se padecen; pero estas irán sin duda á menos según vaya avanzando el desmonte.
A 178 leguas de Manila, Balabac es un punto avanzado e inmediato a la isla de Borneo, que colonizan los holandeses, y por lo tanto de importancia mercantil y militar.

### Ocupación estadounidense
Durante la Ocupación estadounidense de Filipinas el gobierno civil quedó establecido el 23 de junio de 1902 en su capital Cuyo, con el nombre de provincia de Paragua, que en 1903 amplía su territorio. En 1905 cambia su nombre oficial por el de Palawan. La capital se traslada de Cuyo a Puerto Princesa.